# 杨萧慧仪
杨萧慧仪（Wai Young，1960年5月20日—），加拿大政治人物，2011年-15年間以加拿大保守黨黨員身份擔任加拿大國會下議院議員，代表卑詩省的溫哥華南選區。此後她曾於2018年參選溫哥華市長和於2019年再度競逐溫哥華南選區國會議席，但皆告落選。

## 早年生活和事業
蕭慧儀於香港出生，祖籍廣東省中山市大涌鎮，4歲時跟隨家人遷居加拿大卑詩省溫哥華。她從溫市東區基蘭尼中學畢業後到卑詩大學社會學系修讀並取得學位，後供職卑詩省兒童及家庭事務廳，再於聯邦政府移民部任職高級政策顧問。她於1993年成立顧問公司，為不同社區機構尋求各級政府資助，客戶包括中僑互助會和溫哥華華埠商業促進會。
她曾參與溫市多個社區組織和義工服務，包括協助市中心東端原住民青年、創辦項目為低收入家庭學童提供早餐、以及出任士達孔拿社區中心協會和溫哥華基督教女青年會等組織成員。

## 從政
楊蕭慧儀與中僑互助會行政總裁陶黃彥斌相識良久，兩人一次於渥太華相遇時陶太游說她從政。陶太於2005年心臟病發去世後，楊蕭慧儀終決意加入政壇，並於2008年联邦大选中代表加拿大保守黨競逐溫哥華南選區國會下議院議席，與曾任卑詩省省長的自由黨候選人杜新志對壘。兩人得票相當接近，加拿大選舉局於大選翌日驗證的數字顯示杜新志僅以33票領先楊蕭慧儀，兩者得票之差少於溫哥華南選區在該屆大選總投票人數（42076人）的千分之一。當局依法進行選票重點後，杜新志僅以22票之差險勝楊蕭慧儀。在保守黨要求下，當局進行第二次選票重點，再次確認杜新志當選。
2011年聯邦大選中，楊蕭慧儀再度於溫哥華南選區與自由黨的杜新志對壘，這次卻以3900票之差勝出，首度晉身國會下議院，並成为自1988年以来首位在温哥华市当选下議院議員的保守党黨员。她在該屆國會首次會期出任婦女地位、和公眾及國家安全常務委員會成員。第二次會期她留任婦女地位常務委員會成員，並出任交通基建及社區、和政府運作常務委員會成員。她在2015年聯邦大選中以六千多票之差敗予自由党候选人石俊，無緣連任溫哥華南選區下議院議員。
她其後轉戰溫哥華市級政治，一度考慮競逐市級中間偏右政黨無黨派協會的2018年溫哥華市長選舉候選人資格，然而最終她卻在數名前無黨派協會黨員支持下自組溫哥華聯盟（Coalition Vancouver），並於2018年6月正式宣布代表該黨競選市長。她承諾取消甘比橋和西10街的單車專線項目，以及只會在取消另一條固有單車專線和舉行公眾諮詢的前提下增設單車專線，並提倡市府取消星期日泊車收費。在同年10月舉行的市長選舉中，她以約7%得票率排行第四。
楊蕭慧儀於2019年聯邦大選中再度代表保守黨出戰溫哥華南選區，以三千多票之差敗予尋求連任的自由黨候選人石俊。